# الرابطة البرلمانية 1959–60
الرابطة البرلمانية 1959–60 (بالإنجليزية: 1959–60 Isthmian League)‏ هو موسم من دوري إسثميان. فاز فيه Tooting & Mitcham United F.C. ‏.